# Liste der Baudenkmäler im Bonner Ortsteil Alt-Godesberg
Die folgende Liste enthält in der Denkmalliste ausgewiesene Baudenkmäler auf dem Gebiet des Bonner Ortsteils Alt-Godesberg im Stadtbezirk Bad Godesberg.
Hinweis: Die Reihenfolge der Denkmäler in dieser Liste orientiert sich an den Straßennamen und ist alternativ nach Hausnummern, Denkmallistennummer oder Bezeichnung sortierbar.
Basis ist die offizielle Denkmalliste der Stadt Bonn (Stand: 15. Januar 2021), die von der Unteren Denkmalbehörde geführt wird. Grundlage für die Aufnahme in die Denkmalliste ist das Denkmalschutzgesetz Nordrhein-Westfalens.
| Bild                                              | Bezeichnung                                                               | Lage | Beschreibung | Bauzeit                                             | Eingetragen seit   | Denkmal- nummer |
| ------------------------------------------------- | ------------------------------------------------------------------------- | --- | --- | --------------------------------------------------- | ------------------ | --------------- |
| Fassade eines Wohngebäudes mit Ladeneinbauten     | Fassade eines Wohngebäudes mit Ladeneinbauten                             | Aennchenplatz 4 / Friesdorfer Straße Karte                                                                       | | um 1900                                             | 15. November 1983  | A 243           |
| weitere Bilder                                    | Jüdische Gedenkstätte                                                     | Aennchenstraße                                                                                                   | 33 Grabsteine |                                                     |                    | A 548           |
| weitere Bilder                                    | Burgfriedhof                                                              | Am Burgfriedhof Karte                                                                                            | | 1805 ff.                                            |                    | A 639           |
| Wohngebäude (Villa)                               | Wohngebäude (Villa)                                                       | Am Kurpark 3 Karte                                                                                               | Villa im Landhausstil | 1. Hälfte 19. Jahrhundert                           | 7. März 1988       | A 1357          |
|                                                   |                                                                           | Am Kurpark 4 Karte                                                                                               | | 1830er:184                                          |                    | A 1008          |
| Villa                                             | Villa                                                                     | Am Kurpark 7 Karte                                                                                               | breitgelagerte, zweigeschossige Villa mit Walmdach | Mitte des 19. Jahrhunderts                          | 2. Dezember 1997   | A 3350          |
| „Redüttchen“                                      | „Redüttchen“                                                              | Am Kurpark 8 Karte                                                                                               | |                                                     |                    | A 4054          |
| Steinwegekreuz Godesberg                          | Steinwegekreuz Godesberg                                                  | Auf dem Godesberg / Winterstraße Karte                                                                           | | 18. Jahrhundert                                     |                    | A 3120          |
| weitere Bilder                                    | Drei Bildstöcke, Votivstationen                                           | Auf dem Godesberg Karte                                                                                          | |                                                     |                    | A 51            |
| weitere Bilder                                    | Michaelskapelle                                                           | Auf dem Godesberg 1 Karte                                                                                        | |                                                     |                    | A 23            |
| weitere Bilder                                    | Godesburg                                                                 | Auf dem Godesberg 5 Karte                                                                                        | | mittelalterlich                                     |                    | A 3752          |
|                                                   |                                                                           | Bonner Straße 33 Karte                                                                                           | Fachwerkbau | vor 1880, 1895 (rückwärtiger Anbau)                 | 22. November 1999  | A 3549          |
|                                                   |                                                                           | Bonner Straße 77 / Laufenbergstraße Karte                                                                        | |                                                     |                    | A 1288          |
| weitere Bilder                                    | Wettersäule                                                               | Brunnenallee o.Nr. Karte                                                                                         | 1876 vom damaligen Godesberger „Verschönerungsverein“, Vorgänger des heutigen Heimatvereins, bei einem nicht überlieferten Handwerksbetrieb in Auftrag gegeben; klassizistischer Obelisk aus rotem Sandstein auf einem viereckigen Podest, an der Vorderseite ein Barometer, Thermometer und Hygrometer; Original-Instrumente nicht mehr erhalten | 1876                                                |                    | A 4066          |
|                                                   |                                                                           | Brunnenallee 8 Karte                                                                                             | |                                                     |                    | A 1353          |
| Wohnhaus                                          | Wohnhaus                                                                  | Brunnenallee 16 Karte                                                                                            | vermutlich ursprünglich als Teehaus genutzt | 2. Hälfte 18. Jahrhundert, 1928 (Umbau/Aufstockung) | 2. Juli 2004       | A 3854          |
| weitere Bilder                                    | Wohngebäude                                                               | Brunnenallee 17 Karte                                                                                            | Villa in spätklassizistischen Formen | um 1870                                             | 17. August 1983    | A 194           |
|                                                   |                                                                           | Brunnenallee 19 Karte                                                                                            | | 1905                                                |                    | A 566           |
|                                                   |                                                                           | Brunnenallee 28 Karte                                                                                            | |                                                     |                    | A 905           |
|                                                   |                                                                           | Brunnenallee 30 Karte                                                                                            | |                                                     |                    | A 4087          |
| Steinwegekreuz Godesberg 1685, „Schnickels-Kreuz“ | Steinwegekreuz Godesberg 1685, „Schnickels-Kreuz“                         | Burgstraße/Auf dem Godesberg                                                                                     | | 1685                                                |                    | A 2736          |
| weitere Bilder                                    | Steinwegekreuz Godesberg 1747                                             | Burgstraße/Schwertberger Straße Karte                                                                            | Inschrift: Joan Peter Maurer Und Maria girtrudis Fasbenders Eheleuth Joan Wilhelmus Und Maria Gengers Eheleut Ex Königswinter Posuerunt Ad Honorem Dei | 1747                                                |                    | A 1787          |
| weitere Bilder                                    | St. Marienkirche Bad Godesberg einschließlich Pfarrhaus                   | Burgstraße 43/45 Karte                                                                                           | Architekt: Vinzenz Statz; mit gotischer Pièta (um 1300) | 1860–1862, 1894 (Erweiterung)                       |                    | A 1788          |
|                                                   | Höhenmarke der Preußischen Landesaufnahme von 1892                        | Burgstraße (45)                                                                                                  | | 1892                                                |                    | A 1639          |
| weitere Bilder                                    |                                                                           | Burgstraße 91 Karte                                                                                              | | 1905:47                                             |                    | A 3754          |
| weitere Bilder                                    |                                                                           | Burgstraße 93 Karte                                                                                              | | 1905:47                                             |                    | A 3764          |
|                                                   |                                                                           | Burgstraße 97 Karte                                                                                              | | 1905:47                                             |                    | A 3765          |
|                                                   |                                                                           | Bürgerstraße 5 Karte                                                                                             | Jugendstildekor:38 f. | 1905:38 f.                                          |                    | A 3823          |
| weitere Bilder                                    | Villa von der Heydt, „Stella Rheni“ einschließlich Nebengebäuden und Park | Elisabethstraße 18 Karte                                                                                         | Architekten: Plange und Hagenberg | 1891–1893                                           |                    | A 3830          |
| weitere Bilder                                    | Bismarck-Turm, Godesberg                                                  | Elisabethstraße o. Nr. Karte                                                                                     | Turm aus Sandstein; Architekt: Ernst Spindler | 1902                                                | 23. Februar 1988   | A 1346          |
|                                                   |                                                                           | Friedrich-Ebert-Straße 5 Karte                                                                                   | |                                                     | 1998               | A 3358          |
|                                                   |                                                                           | Friedrich-Ebert-Straße 11 Karte                                                                                  | Denkmalgeschützt: Fassade; Architekt: Willy Maß:99 | 1921:99                                             |                    | A 275           |
| weitere Bilder                                    | Villa                                                                     | Friedrich-Ebert-Straße 17 Karte                                                                                  | | 1908                                                | 10. Juni 1996      | A 3258          |
| weitere Bilder                                    |                                                                           | Friedrich-Ebert-Straße 25 Karte                                                                                  | Denkmalgeschützt: Fassade; Architekt: Willy Maß:94 | 1910:94                                             |                    | A 1718          |
| weitere Bilder                                    |                                                                           | Friedrich-Ebert-Straße 27 Karte                                                                                  | Architekt: Willy Maß:94 | 1909:94                                             |                    | A 1036          |
| Steinwegekreuz Godesberg                          | Steinwegekreuz Godesberg                                                  | Friesdorfer Straße/Aennchenplatz Karte                                                                           | bis 1974 an der Koblenzer Straße | 1731                                                |                    | A 2598          |
|                                                   |                                                                           | Friesdorfer Straße 2 / Aennchenplatz 4 Karte                                                                     | Denkmalgeschützt: Fassade |                                                     |                    | A 243           |
|                                                   |                                                                           | Friesdorfer Straße 7 Karte                                                                                       | |                                                     |                    | A 1378          |
| weitere Bilder                                    | „HICOG-Siedlung“ Godesberg, „Im Etzental“                                 | Im Etzental 1, 3, 13, 15, 17, 19, 21; 12, 14, 16, 18, 20, 22; Friedrich-Ebert-Straße 61, 63 a, 63 b, 65/67 Karte | Ein- und Mehrfamilienhäuser; Friedrich-Ebert-Straße 63 ist die ehemalige Französische Schule | 1950/1951, 1953                                     | 18. März 1999      | A 3459          |
| Wohn- und Geschäftshaus                           | Wohn- und Geschäftshaus                                                   | Junkerstraße 19 Karte                                                                                            | | 1904:44                                             |                    | A 1443          |
|                                                   |                                                                           | Koblenzer Straße 11 Karte                                                                                        | | 1901:40                                             |                    | A 154           |
|                                                   |                                                                           | Koblenzer Straße 29 Karte                                                                                        | | 1911:38                                             |                    | A 3832          |
| „Alte Apotheke“                                   | „Alte Apotheke“                                                           | Koblenzer Straße 58 Karte                                                                                        | Einrichtungsgegenstände der Apotheke aus der Bauzeit | 1830er-Jahre, 1897 (rückwärtige Erweiterung)        | 1997               | A 3322          |
| „Zum Adler“                                       | „Zum Adler“                                                               | Koblenzer Straße 60 Karte                                                                                        | Denkmalgeschützt: Fassade | um 1849:37                                          |                    | A 117           |
|                                                   |                                                                           | Koblenzer Straße 75 Karte                                                                                        | |                                                     |                    | A 1676          |
| Wohngebäude                                       | Wohngebäude                                                               | Koblenzer Straße 76 Karte                                                                                        | | 1925                                                | 13. Februar 2008   | A 4015          |
|                                                   |                                                                           | Koblenzer Straße 77 Karte                                                                                        | |                                                     |                    | A 1479          |
| Kleines Theater                                   | Kleines Theater                                                           | Koblenzer Straße 78 Karte                                                                                        | Architekt: Willy Maß:98/99 | 1922–1923:98/99                                     |                    | A 4011          |
|                                                   |                                                                           | Koblenzer Straße 79 Karte                                                                                        | |                                                     |                    | A 1677          |
| weitere Bilder                                    | Stadthalle                                                                | Koblenzer Straße 80 Karte                                                                                        | Architekten: Wilhelm und Dirk Denninger | 1955                                                | Juli 2012          | A 4103          |
|                                                   |                                                                           | Koblenzer Straße 81 Karte                                                                                        | |                                                     |                    | A 1678          |
|                                                   |                                                                           | Koblenzer Straße 87 Karte                                                                                        | |                                                     |                    | A 3239          |
|                                                   |                                                                           | Koblenzer Straße 89 Karte                                                                                        | |                                                     |                    | A 3267          |
|                                                   |                                                                           | Koblenzer Straße 93 Karte                                                                                        | Identisch mit Friedrich-Ebert-Str. 5 |                                                     | 1998               | A 3358          |
| weitere Bilder                                    | Redoute                                                                   | Kurfürstenallee 1 Karte                                                                                          | errichtet im spätklassizistischen Stil unter Kurfürst Max Franz; Architekten: Vater und Sohn Michael Leydel; konzipiert für Bälle und andere Vergnügungen des Hofes; „Redoute“: alte Bezeichnung für einen Kostümball; ursprünglich dreiflügeliges Gebäude, später um einen ovalen Gartensaal zwischen den beiden Flügeln ergänzt                 | 1790–1792                                           | 3. September 1990  | A 1817          |
| weitere Bilder                                    | Ehemaliges kurfürstliches Hoftheater                                      | Kurfürstenallee 1a Karte                                                                                         | Haus an der Redoute; bis 1860 ergänzend als Hof- und Kammertheater, anschließend als Wohnhaus dienend | 1790                                                |                    | A 1859          |
| weitere Bilder                                    | Rathaus Godesberg                                                         | Kurfürstenallee 2–4 Karte                                                                                        | ab 1936 Rathaus, heute Sitz der Bezirksverwaltung; Komplex aus sechs aneinander gebauten Häusern mit klassizistischer Fassade | 1792–1793                                           | 28. August 1990    | A 1808          |
| weitere Bilder                                    |                                                                           | Kurfürstenallee 5 Karte                                                                                          | ursprünglich dem Kölner Bankier Adolph vom Rath (Schwiegervater des Adolf von Carstanjen, der in der Kurfürstenallee 8 wohnte) gehörend; seit 2013 Hauptsitz eines IT-Beratungsunternehmens | um 1845:26                                          |                    | A 4050          |
| Villa                                             | Villa                                                                     | Kurfürstenallee 6 Karte                                                                                          | | um 1845                                             |                    | A 2693          |
| Villa „vom Rath“                                  | Villa „vom Rath“                                                          | Kurfürstenallee 7 Karte                                                                                          | |                                                     |                    | A 1789          |
| weitere Bilder                                    |                                                                           | Kurfürstenallee 8 Karte                                                                                          | Architekten: Kayser & von Großheim | 1880                                                |                    | A 1887          |
|                                                   |                                                                           | Kurfürstenallee 9 Karte                                                                                          | | 1915 (Umbau):29                                     |                    | A 1790          |
| Villa „Scheibler“                                 | Villa „Scheibler“                                                         | Kurfürstenallee 10 Karte                                                                                         | | um 1890:30                                          |                    | A 836           |
| weitere Bilder                                    | Rigal’sche Kapelle                                                        | Kurfürstenallee 11 Karte                                                                                         | Schlichter Backsteinbau mit teils romanischen und teils moderneren Bauformen; Architekt: Christian von der Emden | 1856–1858                                           |                    | A 181           |
| BW                                                |                                                                           | Laufenbergstraße 16 Karte                                                                                        | |                                                     |                    | A 1750          |
| BW                                                |                                                                           | Laufenbergstraße 18 Karte                                                                                        | |                                                     |                    | A 3861          |
| BW                                                |                                                                           | Löbestraße 3 Karte                                                                                               | |                                                     |                    | A 4047          |
| BW                                                |                                                                           | Löbestraße 5 Karte                                                                                               | |                                                     |                    | A 4051          |
| Villa „Brungsmühle“                               | Villa „Brungsmühle“                                                       | Marienforster Promenade 1a Karte                                                                                 | |                                                     |                    | A 885           |
|                                                   |                                                                           | Max-Franz-Straße 2 Karte                                                                                         | Bürogebäude mit Dachgeschosswohnung:46 f. | 1922:46 f.                                          |                    | A 3505          |
| Wohngebäude                                       | Wohngebäude                                                               | Max-Franz-Straße 4 Karte                                                                                         | Doppelvilla mit Nr. 6 | 1909                                                | 29. Oktober 1999   | A 3544          |
| Wohngebäude                                       | Wohngebäude                                                               | Max-Franz-Straße 6 Karte                                                                                         | Doppelvilla mit Nr. 4 | 1909                                                |                    | A 3534          |
| Wohnhaus                                          | Wohnhaus                                                                  | Max-Franz-Straße 8 Karte                                                                                         | Doppelhaus mit Nr. 10 | um 1905                                             | 22. November 1999  | A 3547          |
| Wohnhaus                                          | Wohnhaus                                                                  | Max-Franz-Straße 9 Karte                                                                                         | erbaut als Doppelhaus mit Nr. 11 | 1902                                                | 21. Januar 2000    | A 3564          |
| Wohnhaus                                          | Wohnhaus                                                                  | Max-Franz-Straße 10 Karte                                                                                        | Doppelhaus mit Nr. 8 | um 1905                                             |                    | A 3570          |
| Wohnhaus                                          | Wohnhaus                                                                  | Max-Franz-Straße 11 Karte                                                                                        | erbaut als Doppelhaus mit Nr. 9 | 1902                                                |                    | A 3519          |
| Wohngebäude                                       | Wohngebäude                                                               | Max-Franz-Straße 12 Karte                                                                                        | Teil der Dreierhausgruppe Max-Franz-Straße 12–16; Architekt: Wilhelm Weinreis | 1902                                                |                    | A 2670          |
| Wohngebäude                                       | Wohngebäude                                                               | Max-Franz-Straße 13 Karte                                                                                        | | 1901                                                | 27. September 1999 | A 3525          |
| Wohngebäude                                       | Wohngebäude                                                               | Max-Franz-Straße 14 Karte                                                                                        | Teil der Dreierhausgruppe Max-Franz-Straße 12–16; Architekt: Wilhelm Weinreis | 1902                                                | 27. Oktober 1999   | A 3543          |
| Wohnhaus                                          | Wohnhaus                                                                  | Max-Franz-Straße 15 Karte                                                                                        | Architekt: Wilhelm Weinreis | 1900                                                | 24. August 1999    | A 3507          |
| Wohngebäude                                       | Wohngebäude                                                               | Max-Franz-Straße 16 Karte                                                                                        | Teil der Dreierhausgruppe Max-Franz-Straße 12–16; Architekt: Wilhelm Weinreis | 1902                                                |                    | A 3530          |
| Wohngebäude                                       | Wohngebäude                                                               | Max-Franz-Straße 17 Karte                                                                                        | Architekt: Wilhelm Weinreis | 1900                                                | 27. Oktober 1999   | A 3542          |
| Wohngebäude                                       | Wohngebäude                                                               | Max-Franz-Straße 19 Karte                                                                                        | Architekt: Wilhelm Weinreis | 1901                                                | 20. Oktober 1999   | A 3537          |
| weitere Bilder                                    | Wohngebäude                                                               | Max-Franz-Straße 21 Karte                                                                                        | Architekt: Wilhelm Weinreis | 1901                                                | 22. Oktober 1999   | A 3538          |
| weitere Bilder                                    |                                                                           | Max-Franz-Straße 23 Karte                                                                                        | Doppelhaus mit Nr. 25 | 1906:46                                             |                    | A 3518          |
|                                                   |                                                                           | Max-Franz-Straße 25 Karte                                                                                        | Doppelhaus mit Nr. 23 | 1906:46                                             |                    | A 3546          |
| Fassade eines Wohn- und Geschäftshauses           | Fassade eines Wohn- und Geschäftshauses                                   | Moltkeplatz 4 Karte                                                                                              | 1980/81 Abbruch des Gebäudes hinter der Fassade bis auf Giebelwände und Keller, Neubau mit erneuerter Erdgeschosszone | um 1900                                             | 25. September 1985 | A 914           |
| Lohmannsches Töchterheim „Ulmenhaus“              | Lohmannsches Töchterheim „Ulmenhaus“                                      | Moltkestraße 3 Karte                                                                                             | |                                                     |                    | A 3944          |
|                                                   |                                                                           | Moltkestraße 28 Karte                                                                                            | | um 1900                                             |                    | A 849           |
|                                                   |                                                                           | Moltkestraße 34 Karte                                                                                            | |                                                     |                    | A 1536          |
| weitere Bilder                                    | Empfangsgebäude/Bahnhof Godesberg                                         | Moltkestraße 43 Karte                                                                                            | | 1908                                                |                    | A 1694          |
| weitere Bilder                                    | Wohngebäude mit Ladeneinbau                                               | Moltkestraße 56 Karte                                                                                            | | um 1910                                             | 18. Mai 1983       | A 122           |
|                                                   |                                                                           | Moltkestraße 64 Karte                                                                                            | seit Erbauung Hotel „Kaiserhof“ | 1904                                                |                    | A 759           |
|                                                   |                                                                           | Moltkestraße 76 Karte                                                                                            | |                                                     |                    | A 534           |
|                                                   |                                                                           | Plittersdorfer Straße 10 Karte                                                                                   | |                                                     |                    | A 139           |
|                                                   |                                                                           | Plittersdorfer Straße 19 Karte                                                                                   | |                                                     |                    | A 3079          |
|                                                   |                                                                           | Plittersdorfer Straße 20 Karte                                                                                   | |                                                     |                    | A 1669          |
| weitere Bilder                                    | Verkehrspavillon                                                          | Ria-Maternus-Platz 1 Karte                                                                                       | | 1960                                                |                    | A 4007          |
| weitere Bilder                                    | Schauspielhaus Bad Godesberg                                              | Theaterplatz 9 / Am Michelshof Karte                                                                             | Denkmalgeschützt: Außenbau und Kassenhalle | 1950er                                              |                    | A 4041          |
|                                                   |                                                                           | Winterstraße 12 Karte                                                                                            | |                                                     |                    | A 1508          |